# هشتمین دوره جشن حافظ
هشتمین مراسم سینمایی تلویزیونی دنیای تصویر (جشن حافظ) با نام شب ایرانی در تاریخ ۱۹ خرداد سال ۱۳۸۴ در مرکز همایش‌های محمد بن زکریای رازی در دانشگاه علوم پزشکی ایران در تهران برگزار شد. در این دوره فیلم‌های اکران شده در ابتدا تا پایان سال ۱۳۸۳ و همچنین سریال‌های پخش شده در شبکه‌های تلویزیونی از نوروز ۱۳۸۳ تا پایان نوروز ۱۳۸۴ مورد بررسی قرار گرفته‌اند.
بهترین فیلم و بهترین مجموعه تلویزیونی این دوره به ترتیب لاک‌پشت‌ها هم پرواز می‌کنند و روشن‌تر از خاموشی بودند.

## برندگان اصلی
برندگان جایزه در سطر نخست فهرست، به صورت بزرگ نوشته می‌شوند و با یک ستاره (*) نشان داده می‌شوند.

### بخش سینمایی
| بهترین فیلم - لاک‌پشت‌ها هم پرواز می‌کنند – بهمن قبادی* - اشک سرما – امیرحسین شریفی - دوئل – فرهنگ تماشا - مزرعه پدری – حبیب‌الله کاسه‌ساز | بهترین کارگردانی - رسول ملاقلی‌پور – مزرعه پدری* - سیروس الوند – برگ برنده - عزیزالله حمیدنژاد – اشک سرما - احمدرضا درویش – دوئل - بهمن قبادی – لاک‌پشت‌ها هم پرواز می‌کنند                                                                            |
| بهترین بازیگر مرد - پرویز پرستویی – مارمولک* - بهرام رادان – گاوخونی* - عزت‌الله انتظامی – گاوخونی - حسن پورشیرازی – مهمان مامان - پارسا پیروزفر – مهمان مامان - رضا رویگری – بوتیک - فرامرز قریبیان – شهر زیبا - محمدرضا گلزار – بوتیک - رضا ناجی – او - جمشید هاشم‌پور – مزرعه پدری | بهترین بازیگر زن - مریلا زارعی – سربازهای جمعه* - گلشیفته فراهانی – اشک سرما* - رعنا آزادی‌ور – مارمولک - بهاره رهنما – گاوخونی - ترانه علیدوستی – شهر زیبا - باران کوثری – برگ برنده - آواز لطیف – لاک‌پشت‌ها هم پرواز می‌کنند - رؤیا نونهالی – هم‌نفس |
| بهترین فیلمنامه - عزیزالله حمیدنژاد – اشک سرما* - محمد رضایی‌راد – قدمگاه - بهمن قبادی – لاک‌پشت‌ها هم پرواز می‌کنند - رهبر قنبری – او - حمید نعمت‌الله – بوتیک | بهترین فیلمبرداری - محمد آلادپوش – گاوخونی* - رسول احدی – مزرعه پدری - شهریار اسدی – لاک‌پشت‌ها هم پرواز می‌کنند - بهرام بدخشانی – دوئل |
| بهترین موسیقی متن - حسین علیزاده – لاک‌پشت‌ها هم پرواز می‌کنند* - کیوان هنرمند – گاوخونی - پیمان یزدانیان – مزرعه پدری | بهترین تدوین - مصطفی خرقه‌پوش – دوئل* - مهدی حسینی‌وند – مهمان مامان - مصطفی خرقه‌پوش و هایده صفی‌یاری – لاک‌پشت‌ها هم پرواز می‌کنند - حسین زندباف – خوابگاه دختران                                                                                       |
| بهترین طراحی صحنه و لباس - امیرحسین اثباتی – دوئل* - ملک‌جهان خزاعی – اشک سرما - ناهید طلوع – گاوخونی - کیوان مقدم – شهر زیبا | بهترین صدا - اسحاق خانزادی – سربازهای جمعه* - پرویز آبنار – گاوخونی - بهمن اردلان – لاک‌پشت‌ها هم پرواز می‌کنند - مسعود بهنام و حمید نقیبی – دوئل - حسن زاهدی – شهر زیبا                                                                              |

### فیلم‌ها با نامزدی متعدد
| تعداد نامزدی‌ها | فیلم                     |
| -------------- | ------------------------ |
| ۸              | لاک‌پشت‌ها هم پرواز می‌کنند |
| ۷              | گاوخونی                  |
| ۶              | دوئل                     |
| ۵              | اشک سرما                 |
| ۵              | مزرعه پدری               |
| ۴              | شهر زیبا                 |
| ۳              | مهمان مامان              |
| ۳              | بوتیک                    |
| ۲              | برگ برنده                |
| ۲              | مارمولک                  |
| ۲              | او                       |
| ۲              | سربازهای جمعه            |
| ۱              | هم‌نفس                    |
| ۱              | قدمگاه                   |
| ۱              | خوابگاه دختران           |

| تعداد جایزه | فیلم                     |
| ----------- | ------------------------ |
| ۲           | لاک‌پشت‌ها هم پرواز می‌کنند |
| ۲           | گاوخونی                  |
| ۲           | سربازهای جمعه            |
| ۲           | اشک سرما                 |
| ۲           | دوئل                     |
| ۱           | مزرعه پدری               |
| ۱           | مارمولک                  |

### بخش تلویزیونی
| بهترین مجموعه تلویزیونی - روشن‌تر از خاموشی – حسن بشکوفه* - دایره تردید – سعید حاجی‌میری - نقطه‌چین – مجید آقاگلیان و حمید آقاگلیان                                                                                          | بهترین فیلمنامه - حسن فتحی – روشن‌تر از خاموشی* - فرهاد توحیدی و خشایار الوند – دایره تردید - سروش صحت – نقطه‌چین                                  |
| بهترین بازیگر مرد درام - فرامرز صدیقی – دایره تردید* - فرهاد اصلانی – خانه‌ای در تاریکی - محمود پاک‌نیت – روشن‌تر از خاموشی - کامبیز دیرباز – تب سرد                                                                         | بهترین بازیگر زن درام - بیتا فرهی – طلسم‌شدگان* - فخری خوروش – خانه‌ای در تاریکی - بهاره رهنما – روشن‌تر از خاموشی - رزیتا غفاری – روشن‌تر از خاموشی |
| بهترین بازیگر کمدی - حمید لولایی – خانه به دوش* - مریم امیرجلالی – خانه به دوش - سحر جعفری جوزانی – نقطه‌چین - رضا شفیعی‌جم – نقطه‌چین - لاله صبوری – کمربندها را ببندیم - رضا فیض نوروزی – کاکتوس ۳ - مهران مدیری – نقطه‌چین | بهترین چهره تلویزیونی - مرتضی حیدری – گفتگوی ویژه خبری شبکه ۲* - سیامک علیقلی – تهران ساعت ۲۰ - داریوش فرضیایی – برنامه کودک عموپورنگ            |

### مجموعه‌ها با نامزدی متعدد
| تعداد نامزدی‌ها | مجموعه             |
| -------------- | ------------------ |
| ۵              | روشن‌تر از خاموشی   |
| ۵              | نقطه‌چین            |
| ۳              | دایره تردید        |
| ۲              | خانه‌ای در تاریکی   |
| ۲              | خانه به دوش        |
| ۱              | تب سرد             |
| ۱              | طلسم‌شدگان          |
| ۱              | کمربندها را ببندیم |
| ۱              | کاکتوس ۳           |

| تعداد جایزه | مجموعه                  |
| ----------- | ----------------------- |
| ۲           | روشن‌تر از خاموشی        |
| ۱           | دایره تردید             |
| ۱           | طلسم‌شدگان               |
| ۱           | خانه به دوش             |
| ۱           | گفتگوی ویژه خبری شبکه ۲ |

### جوایز دیگر
| یک عمر فعالیت هنری - استاد عزت‌الله انتظامی* | جایزه ویژه هیئت داوران - فاطمه معتمدآریا* |
| بهترین سینماگر جوان - مهرداد اسکویی – از پس برقع* - کاوه بهرامی‌مقدم – من با خدا حرف می‌زنم - رضا بهرامی‌نژاد – آقایان پرنده - شهرام مکری – طوفان سنجاقک - وحید نصیریان – حفره |                                           |